# Gos blanc
Gos blanc (títol original: White Dog) és una pel·lícula estatunidenca de Samuel Fuller estrenada el 1982 i doblada al català.

## Argument
Julie, una jove actriu, recull un gos després l'haver-lo atropellat accidentalment. N'està molt de l'animal fins al dia en què el gos ataca una companya de Julie en el plató d'un rodatge. Confiat a ensinistradors, l'actriu s'adona que el gos ha estat condicionat per atacar a les persones negres.

## Repartiment
- Kristy McNichol: Julie Sawyer
- Christa Lang: Infermera
- Vernon Weddle: Vet
- Jameson Parker: Roland Gray
- Karl Lewis Miller: Attacker
- Karrie Emerson: Sun Bather
- Helen Siff: Pound Operator (as Helen J. Siff)
- Glen Garner: Pound Worker
- Terrence Beasor: Pound Driver
- Tony Brubaker: Sweeper Driver
- Samuel Fuller: Charlie Felton
- Marshall Thompson: Director
- Paul Bartel: Operador de càmera
- Richard Monahan: Ajudant director
- Neyle Morrow: Soundman
- Paul Winfield: Keys